# Ramaria synaptopoda
Ramaria synaptopoda är en svampart som beskrevs av Marr & D.E. Stuntz 1974. Ramaria synaptopoda ingår i släktet Ramaria och familjen Gomphaceae.   Inga underarter finns listade i Catalogue of Life.